# 에른스트 바우마이스터
에른스트 로베르트 바우마이스터(독일어: Ernst Robert Baumeister, 1957년 1월 22일, 빈 파보리텐 구 ~)는 오스트리아의 전 축구 선수이자 감독이다.

## 클럽 경력
"치크"(Tschick)라는 별칭으로도 알려진 바우마이스터는 1974년에 아우스트리아 빈과 프로 계약을 맺었고, 이후 13년을 동행하며 8번의 우승을 거두었다. 1978년, 그는 유러피언 컵위너스컵 결승전에 출전했지만, 아우스트리아는 이 경기에서 안데를레흐트에 0-4로 패했다.
1978년, 그는 같은 연고지의 경쟁 구단인 아드미라 바커로 이적했고, LASK와 트라운을 거쳐 은퇴했다.

## 국가대표팀 경력
바우마이스터는 1978년 5월에 네덜란드를 상대로 오스트리아 국가대표팀 첫 경기를 치렀고, 1978년과 1982년에 월드컵을 2차례 참가했다. 그는 총 39번의 경기에 출전해 1골을 기록했다.

## 수상
아우스트리아 빈
- 오스트리아 분데스리가: 1975–76, 1977–78, 1978–79, 1979–80, 1980–81, 1983–84, 1984–85, 1985–86
- ÖFB 컵: 1977–78, 1979–80, 1981–82, 1985–86